# Llista de topònims de Mosset
Llista de topònims (noms propis de lloc) de Mosset (Conflent).
Informació actualitzada per un bot. Els canvis manuals es perdran quan s'actualitzi!

## dolmen
| imatge | Nom                 | Ubicat a | instància de | Detalls | coordenades                                                       | Protecció | Commons (més fotos) | Dades a WD                    |
| ------ | ------------------- | -------- | ------------ | ------- | ----------------------------------------------------------------- | --------- | ------------------- | ----------------------------- |
|        | dolmen de Peiralada | Mosset   | dolmen       |         | 42° 40′ 11″ N, 2° 21′ 42″ E / 42.669638888889°N,2.3616111111111°E |           |                     | Modifica les dades a Wikidata |
|        | dolmen del Molló    | Mosset   | dolmen       |         | 42° 40′ 51″ N, 2° 20′ 50″ E / 42.680888888889°N,2.3471388888889°E |           |                     | Modifica les dades a Wikidata |

## església
| imatge | Nom                                    | Ubicat a | instància de          | Detalls                                                                    | coordenades                                                         | Protecció                     | Commons (més fotos)                               | Dades a WD                    |
| ------ | -------------------------------------- | -------- | --------------------- | -------------------------------------------------------------------------- | ------------------------------------------------------------------- | ----------------------------- | ------------------------------------------------- | ----------------------------- |
|        | Sant Esteve de Breses                  | Mosset   | església              | 12nd century Estat: ruïnós                                                 | 42° 39′ 14″ N, 2° 22′ 01″ E / 42.653791°N,2.366921°E 599 msnm       |                               | Église Saint-Étienne de Breses                    | Modifica les dades a Wikidata |
|        | Sant Julià Vell de Mosset              | Mosset   | església Ús: església | Estil: arquitectura romànica Estat: ruïnós Dedicat a: Sant Julià de Briude | 42° 39′ 39″ N, 2° 21′ 47″ E / 42.6608°N,2.36307°E 700.8 msnm        |                               | Église Saint-Julien-le-Vieux de Mosset            | Modifica les dades a Wikidata |
|        | Sant Julià i Santa Basilissa de Mosset | Mosset   | església              |                                                                            | 42° 40′ 03″ N, 2° 20′ 54″ E / 42.667468°N,2.348299°E 700.8 msnm     |                               | Église Saint-Julien-et-Sainte-Basilisse de Mosset | Modifica les dades a Wikidata |
|        | Santa Maria de Corbiac                 | Mosset   | església Ús: església | Estil: arquitectura romànica Dedicat a: Verge Maria                        | 42° 39′ 35″ N, 2° 21′ 50″ E / 42.65972222°N,2.36388889°E 609.3 msnm | monument històric inventariat | Chapelle Notre-Dame de Corbiac                    | Modifica les dades a Wikidata |
|        | Santa Maria de Vedrinyans              | Mosset   | església              | Estil: arquitectura romànica Dedicat a: Verge Maria                        | 42° 40′ 03″ N, 2° 21′ 04″ E / 42.6676°N,2.35098°E 713.3 msnm        |                               | Santa Maria de Vedrinyans                         | Modifica les dades a Wikidata |

## muntanya
| imatge | Nom                       | Ubicat a                                          | instància de | Detalls | coordenades                                                                        | Protecció | Commons (més fotos)  | Dades a WD                    |
| ------ | ------------------------- | ------------------------------------------------- | ------------ | ------- | ---------------------------------------------------------------------------------- | --------- | -------------------- | ----------------------------- |
|        | Bernat Salvatge           | Mosset Noedes                                     | muntanya     |         | 42° 38′ 51″ N, 2° 13′ 36″ E / 42.64741388888889°N,2.2267944444444443°E 2228.6 msnm |           |                      | Modifica les dades a Wikidata |
|        | Muntanya dels Miquelets   | Mosset Noedes                                     | muntanya     |         | 42° 39′ 04″ N, 2° 14′ 10″ E / 42.65123888888889°N,2.2360305555555557°E 2088.4 msnm |           |                      | Modifica les dades a Wikidata |
|        | Pic del Bernat Salvatge   | Mosset                                            | muntanya     |         | 42° 39′ 32″ N, 2° 11′ 33″ E / 42.6587644°N,2.1924292°E 2419.2 msnm                 |           |                      | Modifica les dades a Wikidata |
|        | Pic del Rosselló          | Mosset                                            | muntanya cim |         | 42° 41′ 18″ N, 2° 22′ 10″ E / 42.68821944444444°N,2.369538888888889°E 1313.7 msnm  |           |                      | Modifica les dades a Wikidata |
|        | Pic del Torn              | Mosset Orbanyà                                    | muntanya     |         | 42° 39′ 43″ N, 2° 17′ 34″ E / 42.662075°N,2.292811111111111°E 1631.4 msnm          |           |                      | Modifica les dades a Wikidata |
|        | Puig del Rocater          | Mosset Orbanyà                                    | muntanya     |         | 42° 39′ 31″ N, 2° 12′ 51″ E / 42.65864444444444°N,2.214052777777778°E 1589.3 msnm  |           |                      | Modifica les dades a Wikidata |
|        | Roc Negre                 | Mosset Noedes                                     | muntanya     |         | 42° 39′ 05″ N, 2° 12′ 05″ E / 42.65135°N,2.20137778°E 2456.6 msnm                  |           |                      | Modifica les dades a Wikidata |
|        | Roc de les Quaranta Creus | Mosset                                            | muntanya     |         | 42° 42′ 17″ N, 2° 20′ 53″ E / 42.70473611°N,2.34804444°E 1356 msnm                 |           |                      | Modifica les dades a Wikidata |
|        | el Dormidor               | Mosset Conòsols Santa Coloma de Rocafort Montfòrt | muntanya     |         | 42° 42′ 37″ N, 2° 15′ 58″ E / 42.71035°N,2.26602°E 1843 msnm                       |           | El Dormidor (Mosset) | Modifica les dades a Wikidata |
|        | el Madres                 | Censà Mosset El Bosquet                           | muntanya     |         | 42° 39′ 07″ N, 2° 11′ 33″ E / 42.6518175066°N,2.19240962976°E 2469 msnm            |           | Massif du Madrès     | Modifica les dades a Wikidata |
|        | pic de Portapàs           | Mosset Noedes Orbanyà                             | muntanya cim |         | 42° 39′ 00″ N, 2° 16′ 00″ E / 42.65°N,2.26667°E 1795.7 msnm                        |           |                      | Modifica les dades a Wikidata |

## port de muntanya
| imatge | Nom                | Ubicat a        | instància de     | Detalls | coordenades                                                      | Protecció | Commons (més fotos) | Dades a WD                    |
| ------ | ------------------ | --------------- | ---------------- | ------- | ---------------------------------------------------------------- | --------- | ------------------- | ----------------------------- |
|        | Coll de Jau        | Mosset Conòsols | port de muntanya |         | 42° 41′ 19″ N, 2° 15′ 03″ E / 42.688492°N,2.250777°E 1504.5 msnm |           | Col de Jau          | Modifica les dades a Wikidata |
|        | Coll de Planyàs    | Mosset Noedes   | port de muntanya |         | 42° 39′ 17″ N, 2° 15′ 17″ E / 42.654803°N,2.254753°E 1767.4 msnm |           |                     | Modifica les dades a Wikidata |
|        | Coll de les Bigues | Mosset Orbanyà  | port de muntanya |         | 42° 39′ 01″ N, 2° 18′ 55″ E / 42.650208°N,2.315314°E 1361.4 msnm |           |                     | Modifica les dades a Wikidata |
|        | Coll del Mener     | Mosset Orbanyà  | port de muntanya |         | 42° 39′ 34″ N, 2° 17′ 47″ E / 42.659522°N,2.296472°E 1566 msnm   |           |                     | Modifica les dades a Wikidata |
|        | Coll del Torn      | Mosset Orbanyà  | port de muntanya |         | 42° 39′ 37″ N, 2° 17′ 15″ E / 42.660214°N,2.287611°E 1530.2 msnm |           |                     | Modifica les dades a Wikidata |

## serralada
| imatge | Nom             | Ubicat a     | instància de | Detalls | coordenades                                                           | Protecció | Commons (més fotos) | Dades a WD                    |
| ------ | --------------- | ------------ | ------------ | ------- | --------------------------------------------------------------------- | --------- | ------------------- | ----------------------------- |
|        | Serra d'Escales | Mosset       | serralada    |         | 42° 41′ 55″ N, 2° 17′ 43″ E / 42.69849896379218°N,2.295272865862021°E |           |                     | Modifica les dades a Wikidata |
|        | serra de Madres | Censà Mosset | serralada    |         | 42° 39′ 22″ N, 2° 10′ 05″ E / 42.65599722°N,2.16801389°E 2469 msnm    |           | Massif du Madrès    | Modifica les dades a Wikidata |

## vilatge
| imatge | Nom        | Ubicat a                                     | instància de | Detalls | coordenades                                                                           | Protecció | Commons (més fotos) | Dades a WD                    |
| ------ | ---------- | -------------------------------------------- | ------------ | ------- | ------------------------------------------------------------------------------------- | --------- | ------------------- | ----------------------------- |
|        | Breses     | Pirineus Orientals districte de Prada Mosset | vilatge      |         | 42° 39′ 14″ N, 2° 22′ 01″ E / 42.653788888889°N,2.3669388888889°E Conflent 599 msnm   |           |                     | Modifica les dades a Wikidata |
|        | La Querola | Pirineus Orientals districte de Prada Mosset | vilatge      |         | 42° 39′ 53″ N, 2° 20′ 45″ E / 42.664658333333°N,2.3457277777778°E Conflent 657.9 msnm |           |                     | Modifica les dades a Wikidata |

## Misc
| imatge | Nom                               | Ubicat a                    | instància de                          | Detalls                           | coordenades                                                                                               | Protecció | Commons (més fotos)                    | Dades a WD                    |
| ------ | --------------------------------- | --------------------------- | ------------------------------------- | --------------------------------- | --- | --------- | -------------------------------------- | ----------------------------- |
|        | Bosc Comunal de Mosset            | Mosset                      | bosc comunal                          | Superfície: 9.63km²               | 42° 40′ 07″ N, 2° 17′ 34″ E / 42.668611111111°N,2.2927777777778°E                                         |           |                                        | Modifica les dades a Wikidata |
|        | Castell de Mosset                 | Mosset                      | castell                               |                                   | 42° 40′ 08″ N, 2° 20′ 55″ E / 42.668797°N,2.348589°E 731.5 msnm                                           |           |                                        | Modifica les dades a Wikidata |
|        | Castellana                        | Mosset Campome Molig Catllà | riu                                   | Desemboca: Tet Llarg: 27km        | 42° 39′ 25″ N, 2° 11′ 40″ E / 42.656819°N,2.194544°E 42° 37′ 54″ N, 2° 25′ 45″ E / 42.631606°N,2.429222°E |           | Castellane (Têt)                       | Modifica les dades a Wikidata |
|        | Coll de Jou                       | Mosset                      | estació d'esquí                       | Estat: abandonat                  | 42° 41′ 17″ N, 2° 15′ 07″ E / 42.688°N,2.25182°E                                                          |           |                                        | Modifica les dades a Wikidata |
|        | Creu de Marqueixanes              | Mosset Rebollet             | collada                               |                                   | 42° 42′ 23″ N, 2° 20′ 29″ E / 42.706372°N,2.341269°E 1312.1 msnm                                          |           |                                        | Modifica les dades a Wikidata |
|        | Santa Maria de Jau                | Mosset                      | monestir Ús: església                 | Estil: arquitectura romànica 1147 | 42° 40′ 59″ N, 2° 15′ 37″ E / 42.68305556°N,2.26027778°E 1161.3 msnm                                      |           | Abbaye Sainte-Marie de Jau             | Modifica les dades a Wikidata |
|        | Torre de Mascardà                 | Mosset                      | torre                                 |                                   | 42° 40′ 34″ N, 2° 19′ 20″ E / 42.676197°N,2.322195°E 831.8 msnm                                           |           |                                        | Modifica les dades a Wikidata |
|        | casa de la vila de Mosset         | Mosset                      | instal·lació Ús: seu del govern local |                                   | 42° 40′ 04″ N, 2° 20′ 51″ E / 42.6678882972231°N,2.34757924129148°E fr:66500 MOSSET                       |           |                                        | Modifica les dades a Wikidata |
|        | estació meteorològica de Mosset   | Mosset                      | estació meteorològica                 |                                   | 42° 40′ 32″ N, 2° 19′ 13″ E / 42.675667°N,2.320333°E 750 msnm                                             |           |                                        | Modifica les dades a Wikidata |
|        | línia de tren de la finca Cobazet | Mosset                      | línia de ferrocarril                  |                                   | 42° 40′ 02″ N, 2° 14′ 40″ E / 42.66733°N,2.24435°E                                                        |           | Chemin de fer de la domaine de Cobazet | Modifica les dades a Wikidata |